# Oppo A58
Oppo A58 — смартфон бюджетного рівня, розроблений компанією OPPO, що входить в серію «А». Був представлений 26 липня 2023 року.

## Дизайн
Екран виконаний зі скла, а бокові грані та задня панель — з матового пластику. Ззаду Oppo A58 за дизайном схожий на Oppo A18, Oppo A38 та Oppo A98.
Знизу розміщені роз'єм USB-C, динамік, мікрофон та 3,5 мм аудіороз'єм, зліва — лоток під 2 SIM-картки і карту пам'яті формату microSD до 1 ТБ, а справа — гойдалка регулювання гучності та кнопка блокування, в яку вбудовано сканер відбитків пальців.
Oppo A58 продається в кольорах Сяючий чорний та Чарівний зелений.

## Технічні характеристики

### Апаратне забезпечення
Oppo A58, як і Oppo A18 та Oppo A38, отримав систему на кристалі бюджетного рівня MediaTek Helio G85. Пристрій продається в конфігураціях 6/128, 8/128 ГБ та 8/256 ГБ. Офіційно в Україні смартфон доступний в конфігураціях 6/128 та 8/128 ГБ.
Батарея отримала об'єм 5000 мА·год та підтримку швидкої зарядки SUPERVOOC на 33 Вт.
Oppo A58 отримав 6,72-дюймовий дисплей типу IPS LCD з роздільною здатністю Full HD+ (2400 × 1080) зі щільністю пікселів 392 ppi, співвідношенням сторін 20:9 та круглим вирізом під фронтальну камеру, розташованим зверху в центрі.
Смартфон отримав стереодинаміки, де роль другого динаміка виконує розмовний динамік.
Oppo A58 отримав основну подвійну камеру із ширококутним об'єктивом на 50 Мп з діафрагмою f/1.8 та фазовим автофокусом і сенсором глибини на 2 Мп з діафрагмою f/2.4. Також смартфон отримав ширококутну передню камеру на 8 Мп з діафрагмою f/2.2. Основна та фронтальна камери вміють записувати відео в роздільній здатності 1080p@30fps.

### Програмне забезпечення
Oppo A58 був випущений на ColorOS 13.1 на базі Android 13 і був оновлений до ColorOS 15 на базі Android 15.

## Рецензії
Оглядач з ITC.ua поставив Oppo A58 6,5 балів із 10. До переваг оглядач відніс великий дисплей, плавну роботу, захист від бризок, швидкий сканер відбитків пальців, батарею на 5000 мА·год; швидка зарядка, 3,5 мм аудіорозʼєм, слот для двох SIM-карт та карту microSD. До недоліків він відніс не найкраще співвідношення ціни й характеристик, екран з частотою оновлення 60 Гц, посередню камеру, функції сумнівної корисності та баг камери, пов'язаний з роботою HDR на основній камері.